# Apadjop
Apadojp est un village du Cameroun situé dans la région de l'Est, dans le département du Haut-Nyong. Apadojp fait partie de la commune de Messamena. 
Messamena est délimitée au nord par l’arrondissement d'Atok, au sud par l’arrondissement de Somalomo, à l'est par l'arrondissement de Mindourou, à l'ouest par l’arrondissement d’Akonolinga ainsi qu'au nord-est par l'arrondissement d'Abong-Mbang.

## Population
Le village compte 89 habitants, dont 53 hommes et 36 femmes, d'après le recensement de 2005.

## Économie
Dans l'ensemble, l'économie de la commune repose sur l'agriculture : 90 % de la population vit de l'agriculture. Malgré l'abondance des terres et des potentialités du village, l'activité demeure rudimentaire et les revenus générés, faibles.

## Description du milieu biologique
Plan communal de développement de Messamena. 

### Relief
Le village dans son ensemble est très peu accidenté : il se caractérise par de très faibles collines, drainant de grandes quantités d'eau en saison des pluies, ce qui a pour résultat la formation de cours d'eau dans les vallées.

### Climat
Le village est soumis à un climat équatorial similaire à celui de la Guinée avec des températures pouvant aller jusqu'à 30 degrés. 4 saisons s'entrecoupent durant l'année.

### Végétation
Le village se situe dans une zone agroécologique de forêt dense où la biodiversité est très riche.

### Le sol
Le village étant alimenté par un sol particulièrement humide (du aux nombreux réseau hydrographiques de la commune), il en résulte une facilitation de la décomposition du humus sur plusieurs profondeurs. La perméabilité de ces sols leur confère une très bonne fertilité, ce qui constitue la raison pour laquelle les cultures vivrières et de rentes sont favorables.

### La faune et la flore
Le village est soumis à une riche faune et flore. Cependant, à cause de la déforestation et à d'autres actions telles que l'expansion des domaines agricoles, cette dernière se voit menacée.
La faune est constituée d'animaux tels que le sanglier, la taupe, le varan, l'antilope, le porc-épic, la tortue, le serpent noir, le chimpanzé, le gorille, la volaille, la chauve-souris, la biche, le lièvre, la vipère, etc.

### Ressources minières
Le village dispose de sable pour la construction des habitats et infrastructures. C'est la principale ressource minière.

## Atouts, potentialités et contraintes du village
| Atouts et potentialités                                      | Contraintes                                       |
| ------------------------------------------------------------ | ------------------------------------------------- |
| Un climat naturellement doux favorable à l'agriculture       | Exploitation abusive de la forêt                  |
| Une abondance des rivières et sources d'eau                  | Braconnage                                        |
| Une abondance des gisements de sable                         | Une faible exploitation des ressources naturelles |
| Des reliefs peu accidentés                                   | Une insuffisance des voies de communication       |
| Une végétation luxuriante et diversifiée riche en ressources | Des sites touristiques peu exploités              |
| Grande fertilité des terres                                  |                                                   |

Plan communal de développement.